# Castilleja revealii
Castilleja revealii är en snyltrotsväxtart som beskrevs av Noel Herman Holmgren. Castilleja revealii ingår i släktet målarborstar, och familjen snyltrotsväxter. Inga underarter finns listade i Catalogue of Life.